# My Fairy Tales
Albums de Nneka
 Soul Is Heavy
My Fairy Tales est le cinquième album de la chanteuse Nneka, sorti en 2015,,,.

## Titres
1. Believe System
2. Babylon
3. My Love, My Love
4. My Love, My Love (Reprise)
5. Local Champion
6. Surprise
7. Pray for You
8. Book of Job
9. In Me